# Lake Yealering
Lake Yealering är en sjö i Australien. Den ligger i delstaten Western Australia, omkring 180 kilometer sydost om delstatshuvudstaden Perth. Lake Yealering ligger 277 meter över havet. Arean är 1,9 kvadratkilometer. Den sträcker sig 1,9 kilometer i nord-sydlig riktning, och 1,5 kilometer i öst-västlig riktning.
Följande samhällen ligger vid Lake Yealering:
- Yealering (180 invånare)

Trakten runt Lake Yealering består till största delen av jordbruksmark. Trakten runt Lake Yealering är nära nog obefolkad, med mindre än två invånare per kvadratkilometer. Genomsnittlig årsnederbörd är 450 millimeter. Den regnigaste månaden är maj, med i genomsnitt 71 mm nederbörd, och den torraste är februari, med 9 mm nederbörd.